# Carl Rosenblad
För andra betydelser, se Carl Rosenblad (olika betydelser).
Carl "Calle" Rosenblad, född 28 april 1969 i Västervik, är en svensk racerförare och expertkommentator i TV.

## Racingkarriär
Rosenblads är en av Sveriges mest rutinerade racerförare vars karriär startade 1989 med formelbilsracing, i bland annat Formula Opel Lotus Scandinavia. Han körde sedan i division 1 i Interserie och slutade tvåa totalt 1994. Efter fem säsonger i Swedish Touring Car Championship, med sju segrar och två totala femteplatser som bäst, flyttade han upp till det europeiska mästerskapet, European Touring Car Championship 2004. Efter en fjärde plats i privatcupen fortsatte han i World Touring Car Championship året efter. I världsmästerskapet, som ersatte europamästerskapet, var han nära att vinna privatcupen med fyra segrar under säsongen, men efter en krasch i finalen i Macau slutade han åter fyra i privatförarcupen och tog även poäng totalt. Han vände därefter hem till Sverige och STCC igen, och slutade tolva totalt med en seger 2006. Därefter har Rosenblad endast gjort några fåtal inhopp i olika mästerskap. Sedan 2011 är han expertkommentator i Viasat Motor.